# Marcel Duchemin
Pour les articles homonymes, voir Duchemin.
Marcel Duchemin est un coureur cycliste français né le 20 octobre 1944 à Montigné-le-Brillant dans la Mayenne.

## Biographie
Malgré de nombreuses sollicitations, il n'est jamais passé professionnel mais se forqe l'un des meilleurs palmarès mondiaux des années 1970 chez les amateurs. Ses trois victoires d'étapes de la Course de la Paix en font le recordman français des victoires d'étapes dans la plus grande épreuve cycliste réservée aux amateurs. Il compte également trois victoires finales dans le Ruban granitier breton ce qui constitue le record de l'épreuve.
Il est désigné « meilleur cycliste français de l'année 1970 » par la ROCC (Réunion des organisateurs de courses cyclistes), et meilleur sportif de l'Ouest toutes disciplines confondues pour l'année 1970. Il est désigné « meilleur amateur français de l'année 1972 » (Merlin-Plage).
En 1972, il est sélectionné pour les Jeux olympiques de Munich, où il se classe 65e de la course en ligne. Il est également sélectionné à plusieurs reprises pour les championnats du monde sur route. En 1970 à Leicester, en Angleterre, il termine cinquième de la course en ligne amateurs. En 1971 à Mendrisio, en Suisse, il est éliminé sur incident mécanique à quelques kilomètres de l'arrivée.

## Palmarès
- 1961
  - 1 victoire
- 1962
  - 7 victoires
- 1963
  - 6 victoires
  - 4e étape de l'Essor breton
- 1964
  - 2 victoires
- 1965
  - 5 victoires
  - Une étape du Tour de Bulgarie (contre-la-montre)
- 1966
  - 12 victoires
  - 2 étapes des Quatre Jours de Vic-Fezensac
  - 1 étape de la Route de France
  - Tour d'Anjou :
    - Classement général
    - 5e étape (contre-la-montre)

  - 3e des Quatre Jours de Vic-Fezensac
- 1967
  - 13 victoires
  - Ruban granitier breton
  - 8e étape de la Course de la Paix (contre-la-montre)
  - Flèche mayennaise
  - 2e des Quatre Jours de la Mayenne
- 1968
  - 8 victoires
  - Cinq Jours du Maine
  - 2e de la Route de France
  - 2e de Paris-La Ferté-Bernard
  - 3e du Circuit des Deux Provinces
- 1969
  - 15 victoires
  - 2 étapes de la Ronde des Flandres Artois
  - 2e de la Ronde des Flandres Artois
  - 3e des Quatre Jours du Maine
  - 5e du Tour de l'Avenir

Premier classement des grimpeurs
- 1970
  - 25 victoires
  - 1 étape du Circuit de la Sarthe
  - Ronde des Flandres Artois :
    - Classement général
    - 1 étape (contre-la-montre)

  - 2e et 3e (contre-la-montre) étapes du Tour d'Émeraude
  - Grand Prix d'Yverdon
  - Tour de l'Avenir
  - Ruban granitier breton :
    - Classement général
    - 1 étape (contre-la-montre)

  - 7ea et 12ea étape de la Course de la Paix (contre-la-montre)
  - 2e de la Course de la Paix
  - 2e du Mérite Veldor
  - 3e du Tour d'Émeraude
  - 5e du championnat du monde sur route amateurs
- 1971
  - 31 victoires
  - 1 étape du Circuit de la Sarthe
  - Paris-Vierzon :
    - Classement général
    - 1 étape

  - Ruban granitier breton :
    - Classement général
    - 4e étape (contre-la-montre)

  - 9eb étape de la Milk Race (contre-la-montre)
  - Tour de l'Indre :
    - Classement général
    - 2 étapes

  - 2e du championnat de France sur route amateurs
  - 2e de la Milk Race
- 1972
  - Palme d'or Merlin-Plage
  - 15 victoires
  - 9eb étape de la Milk Race (contre-la-montre)
  - Paris-Montargis
  - 2e de la Milk Race
  - 3e du Circuit de la Sarthe
  - 3e du Grand Prix de France
- 1973
  - 14 victoires
  - 3e étape du Tour d'Émeraude (contre-la-montre)
  - Circuit des Remparts
  - Paris-Connerré
  - 2e des Deux Jours de Caen
  - 3e du Grand Prix du Canada (contre-la-montre)
- 1974
  - 11 victoires
  - 3e du championnat de France du contre-la-montre par équipes